# Teatro Andromeda
Il teatro Andromeda è un teatro all'aperto sito in territorio di Santo Stefano Quisquina, nei monti Sicani, in Sicilia.

## Il teatro
Questo teatro è stato costruito da un pastore artista di nome Lorenzo Reina, che ha realizzato in una zona panoramica della città un palco circolare e dei posti a sedere, costituiti da blocchi di pietra che riproducono in numero (108) e disposizione le stelle della costellazione di Andromeda (da cui il nome). Il teatro sta riscuotendo un grande successo, venendo presentato persino alla XVI edizione della Mostra internazionale di architettura della Biennale di Venezia.
In corrispondenza del solstizio d’estate l’ombra del sole proiettata da un disco posto alle spalle del palco proietta un cerchio che coincide con uno spazio nero circolare sul palco. Allo stesso modo dalla bocca di una scultura al tramonto passa un raggio di sole.
Viene anche definito il teatro in pietra più alto al mondo per il fatto di trovarsi circa a quota 900 metri.

## Un complesso artistico
Attorno alla struttura il proprietario ha creato un percorso artistico con una serie di sculture concesse da altri artisti come Icaro morente di Giuseppe Agnello del 2007, oppure la scultura Imago della parola. Nell'area vengono organizzati eventi artistici e rappresentazioni teatrali promosse dall'artista proprietario.